# Вартові галактики 3
«Вартові галактики 3» (англ. Guardians of the Galaxy Vol. 3) — американський супергеройський фільм 2023 року, оснований на команді супергероїв Marvel Comics Вартових галактики, знятий Marvel Studios і розповсюджений кінокомпанією Walt Disney Studios Motion Pictures. Це заключна частина кінотрилогії «Вартові галактики», продовження «Вартові галактики» (2014) та «Вартові галактики 2» (2017), а також 32-й фільм кіновсесвіту Marvel. Сценарист і режисер Джеймс Ґанн, до акторського складу входять Кріс Пратт, Зої Салдана, Дейв Батіста, Карен Ґіллан, Пом Клементьєв, Він Дізель, Бредлі Купер, Вілл Поултер, Шон Ґанн, Чуквуді Івуджі, Лінда Карделліні, Нейтан Філліон і Сильвестр Сталлоне.
Джеймс Френсіс Ґанн заявив у листопаді 2014 року, що у нього є початкові ідеї для третього фільму, також оголосив про своє повернення до сценарію і режисури у квітні 2017 року. У липні 2018 року студія Disney звільнила його з роботи над фільмом після появи суперечливих дописів у Twitter, але в жовтні того ж року студія змінила курс і поновила його на посаді. Про повернення Ґанна було публічно оголошено в березні 2019 року, а виробництво відновилося після того, як Ґанн завершив роботу над своїм фільмом «Загін самогубців: Місія навиліт» (2021) і першим сезоном його спінофу «Миротворець» (2022). Знімання розпочали в листопаді 2021 року на студії Trilith Studios в Атланті, штат Джорджія, і вони тривали до травня 2022 року.
Прем'єра «Вартові галактики 3» відбулася в паризькому Діснейленді 22 квітня 2023 року, а в усьому світі фільм вийшов у прокат 5 травня 2023 року, як частина п'ятої фази кіновсесвіту Marvel. Фільм отримав позитивні відгуки і зібрав понад 528 мільйонів доларів в усьому світі, ставши четвертим найкасовішим фільмом 2023 року.
В Україні прем'єра блокбастера відбулась 5 травня 2023 року, дистриб'ютором була компанія Кіноманія. Дублюванням займалася студія Le Doyen Studio, режисерка — Катерина Брайковська, перекладач — Олег Колесніков.

## Сюжет
Вартові галактики розташували свою штаб-квартиру на відбудованій Ніденії, де одного вечора на них нападає Адам Ворлок, найсильніша істота, яку створила Аїша. Під час цієї атаки єнот Ракета отримав серйозне поранення, і Вартові не можуть вилікувати його через імплантат, вбудований у його груди. Вони вирішують вирушити до штаб-квартири «Оргкорп», де створили Ракету, в надії знайти код, який допоможе врятувати друга. Тим часом творець Ракети, Вищий Еволюціонер, жадає повернути свого піддослідного. У той же час Аїша прагне помститися Вартовим за крадіжку її власності.
За допомогою варварців та Ґамори з 2014 року (оригінальна Ґамора загинула через Таноса), Вартові проникають до штабу «Оргкорп», органічної космічної станції. Проте вони спершу втрачають свої скафандри, а потім, знаходячи інформацію про Ракету, спричиняють тривогу. Коли на них нападають охоронці, Пітер дистанційно активує реактивні ранці охоронців, щоб порятувати своїх друзів. Потім їх забирає Ґрут, протаранивши станцію кораблем Вартових. Команда приходить до висновку, що Теель, один із вчених Вищого Еволюціонера, може мати інформацію для вимкнення імплантата. У мареннях Ракета бачить спогади про своїх друзів-кіборгів: видру Лайлу, моржа Зубика та кролицю Підлогу, з якими жив раніше у лабораторії, і які загинули при спробі втечі. Адам, невдало допитуючи одного з варварців, убиває його, але до нього прив'язується тваринка Блурп.
Наступною зупинкою команди стає Антиземля, планета, яку Вищий Еволюціонер прагне заселити «ідеальним суспільством» звіролюдей. Аїша та Адам перехоплюють повідомлення від Ґамори, і слідують за її координатами до Антиземлі. Квілл, Неб'юла та Ґрут вирушають до корабля Вищого Еволюціонера, тоді як Дрекс і Богомолиця залишаються з Ґаморою та Ракетою. Квілл і Ґрут отримують запрошення пройти на корабель Вищого Еволюціонера, а Неб'юла змушена залишитися на вимогу кіборгів-охоронців. Вищий Еволюціонер пояснює, що знищить Антиземлю як невдалий експеримент. У серії спогадів розкривається, що Ракета виявився єдиним із його творінь, здатним до творчості, і саме тому йому потрібен мозок розумного єнота.
Богомолиця неохоче супроводжує Дрекса до корабля Вищого Еволюціонера. Ґамора залишається з Ракетою, але єнота намагається викрасти Воїн-Свиня, посланий Вищим Еволюціонером. Ворлок хоче випередити його, щоб вислужитися перед Вищим Еволюціонером. Він убиває Воїна-Свиню, а Ґамора перемагає Ворлока і запускає корабель Вартових. Квілл та Ґрут успішно перемагають людей Вищого Еволюціонера та викрадають Тееля, стрибаючи з ним із корабля. Тим часом Неб'юла, Богомолиця і Дрекс висаджуються на борт корабля Вищого Еволюціонера, ослаблений Адам відчуває, що його мати в небезпеці, проте запізнюється і вона гине. Напівзакопаний корабель Вищого Еволюціонера піднімається над планетою, спричиняючи її руйнування.
На кораблі Вартових Ракета зазнає клінічної смерті, під час якої він бачить марення, де його зустрічають друзі-піддослідні Лайла, Зубик та Підлога, але вони кажуть, що його час ще не настав, в цей час Квіллу вдається реанімувати Ракету. Богомолиця, Неб'юла та Дрекс стикаються з піддослідними дітьми на кораблі Вищого Еволюціонера, перш ніж їх самих захоплюють та поміщають у камеру з молюсками абілісками. Богомолиці вдається переконати абілісків стати на їхній бік, тому трійця втікає із кімнати перед тим, як возз'єднатися з Вартовими та здолати загін охоронців. Підлеглі Вищого Еволюціонера бунтують проти нього, вимагаючи відступити, але той наполягає схопити Ракету за будь-яку ціну.
Краглін та собака-телекінетик Космо приводять Ніденію до корабля Вищого Еволюціонера, виводять його з ладу й готуються забрати на борт друзів і піддослідних. Ракета знаходить та намагається звільнити піддослідних дитинчат єнотів та інших тварин, але на нього нападає Вищий Еволюціонер в останній спробі захопити єнота. Вартові рятують Ракету, який лишає лиходія гинути на своєму кораблі. Неб'юла зриває маску з Вищого Еволюцінера, під якою виявляється спотворене обличчя — причина чому він фанатично прагнув удосконалити все навколо.
Ракета переконує товаришів урятувати також усіх тварин і Адама. Після того, як Космо втрачає можливість тримати корабель Вищого Еволюціонера, Квілл намагається дострибнути до Ніденії, але йому не вдається, він замерзає в космосі. Та в останню мить його рятує Адам.
Вартові галактики вирішують реорганізуватися після повернення до Ніденії. Квілл передає Ракеті звання капітана Вартових, а потім вирушає на Землю для возз'єднується зі своїм дідом. Богомолиця вирушає в подорож самопізнання з абілісками, а Ґамора возз'єднується з варварцями, Неб'юла та Дрекс залишаються на Ніденії, щоб виховувати врятованих дітей.
У перших титрах було показано нову команду Вартових — Ракета, Ґрут, Космо, Краглін, Адам, Філа та Блурп. У другій сцені після титрів Квілл прибуває на Землю та відвідує свого дідуся Джейсона.

## Акторський склад
| Актор                  | Роль                        |
| ---------------------- | --------------------------- |
| Кріс Пратт             | Пітер Квілл / Зоряний Лицар |
| Бредлі Купер (голос)   | Ракета                      |
| Зої Салдана            | Ґамора                      |
| Карен Гіллан           | Небула                      |
| Він Дізель (голос)     | Ґрут                        |
| Дейв Батіста           | Дракс Руйнівник             |
| Пом Клементьєв         | Богомолиця                  |
| Вілл Поултер           | Адам Ворлок                 |
| Чуквуді Івуджі         | Вищий Еволюціонер           |
| Шон Ганн               | Краґлін                     |
| Марія Бакалова (голос) | Космо                       |
| Сильвестр Сталлоне     | Зоряний яструб              |

| Актор                    | Роль           |
| ------------------------ | -------------- |
| Майкл Розенбаум          | Мартінекс      |
| Елізабет Дебікі          | Аїша           |
| Лінда Карделліні (голос) | Лайла          |
| Мікаела Гувер (голос)    | Поля           |
| Асім Чаудрі (голос)      | Тіфс           |
| Даніела Мельхіор         | Ура            |
| Нейтан Філліон           | майстер Карджу |
| Дженніфер Голланд        | Квол           |
| Майкл Рукер              | Йонду Юдонта   |
| Тара Стронг (голос)      | Мейнфрейм      |
| Джуді Грір (голос)       | бойовий хряк   |
| Бенджамін Байрон Девіс   | Блетельснорт   |

## Український дубляж
- Студія: Le Doyen Studio
- Режисерка дубляжу: Катерина Брайковська
- Перекладач: Олег Колесніков

| Актор                        | Роль                        |
| ---------------------------- | --------------------------- |
| Володимир Заєць              | Пітер Квілл / Зоряний Лицар |
| Катерина Качан               | Ґамора                      |
| Назар Задніпровський (голос) | Ракета                      |
| Борис Георгієвський (голос)  | Ґрут                        |
| Володимир Кокотунов          | Дрекс Руйнівник             |
| Ірина Василенко              | Богомолиця                  |
| Аліна Проценко               | Небула                      |
| Юрій Сосков                  | Адам Ворлок                 |
| Дмитро Завадський            | Краґлін                     |
| Дмитро Чернов                | Вищий еволюціонер           |
| Вікторія Білан-Ращук         | Аїша                        |
| Олег Стальчук                | Зоряний яструб              |
| Інна Бєлікова                | Космо                       |
| Катерина Брайковська         | Лайла                       |
| Сергій Могилевський          | майстер Карджу              |

А також: Валерій Легін, Ілона Бойко, Олександр Ігнатуша, Дмитро Сова, Максим Кондратюк, Вікторія Тишкевич, Сергій Солопай, Вячеслав Скорик, Дмитро Вікулов, Єлизавета Кучеренко, Єгор Орлов, В'ячеслав Дудко, Валерія Мялковська, Володимир Гурін, Світлана Штанько, Анастасія Павленко, Роман Солошенко, Вікторія Бакун.

## Виробництво

### Задум
В листопаді 2014 року Джеймс Ґанн заявив, що крім «основної історії» для «Вартових Галактики 2» під час роботи над першим фільмом, у нього також були ідеї для можливого третього фільму. Попри це, в червні 2015 року, Ґанн не був упевнений, що займеться третім фільмом, заявивши, що це залежить від відчуттів після створення другого фільму.
Після того, як в прокат вийшла друга картина, Джеймс Ґанн усвідомив яку помилку він зробив убивши Йондо, персонажа Майкла Рукера, адже перш за все це була історія непростих стосунків батька з сином. Що цікаво, спочатку сценарій передбачав що Йондо залишиться живий, але для повноцінного розкриття історії персонажа було вирішено вбити. Деякий час думав над тим, чи буде він знімати третій фільм.
Нарешті, у квітні 2017 року Джеймс Ґанн повідомив шанувальникам франшизи про те, що він знову буде сценаристом і режисером фільму, присвяченого пригодам «Вартових Галактики». Фільм стане завершальною частиною трилогії, але посіє насіння, які дадуть сходи в наступні 10 років у всесвіті Marvel. Він допомагав вирішити на яких персонажах потрібно зосередити увагу. А також розповів про те, що хотів би побачити в новому фільмі Сільвестра Сталлоне, давши його персонажу більше часу на екрані.
20 липня 2018 року Джеймс Ґанн був звільнений з поста режисера фільму через образливі пости 10-літньої давності у соціальній мережі Twitter, але у березні 2019 був поновлений на цій посаді.

### Кастинг
11 жовтня 2021 року повідомили, що Вілл Поултер зіграє роль Адама Ворлока.

## Маркетинг
Фільм обговорювався на Comic-Con у Сан-Дієго 2022, де було показано перші кадри. Також було оголошено, що Івуджі зіграє Вищого Еволюціонера. Ґанн заявив, що кадри не були опубліковані, оскільки візуальні ефекти були недостатньо повними для «повторного перегляду та уважного огляду». Офіційний трейлер вийшов 1 грудня 2022 року під час CCXP.
Другий трейлер фільму було опубліковано під час Super Bowl LVII 12 лютого 2023 року. У ньому йшлося про трейлер «Then You Been Gone» від Rainbow. Грант Германнс з Screen Rant вважає, що трейлер дає «глибший погляд» на фільм, зокрема на сили Адама Варлока порівняно з його короткою появою в першому. Германнс також сказав, що другий трейлер «йде на крок далі в підкресленні емоційної історії» після того, як перший «ефективно задав тон [фільму], показуючи багато меланхолійних кадрів [Вартових Галактики] перед музикою». Трейлер зібрав 134,1 мільйона переглядів у TikTok,YouTube, Twitter і Facebook, а також був найпопулярнішим трейлером Super Bowl у відвідувачах після ігрового дня за даними RelishMix. Це також був перший випадок з початку пандемії COVID-19, коли трейлер Super Bowl перевищив 100 мільйонів переглядів у соціальних мережах за 24 години.

## Прем'єра
Світова прем'єра фільму відбулася в паризькому Діснейленді 22 квітня 2023 року, а його північноамериканська прем'єра відбулася 27 квітня в Dolby Theatre у Голлівуді, штат Каліфорнія. Прем'єра фільму в Україні відбулася 4 травня 2023 року. Фільм є частиної п'ятої фази КВМ.

## Сприйняття

### Касові збори
Станом на 12 червня 2023 року фільм зібрав 805,9 мільйона доларів у всьому світі.
Очікувалося, що в перші вихідні «Вартові галактики 3» у США та Канаді збере близько 110 мільйонів доларів в 4400 кінотеатрах.  Фільм заробив 48,2 мільйона доларів за перший день, включаючи 17,5 мільйонів доларів від допрем'єрного перегляду ввечері в четвер. Пізніше він дебютував з 118,4 мільйонами доларів. У свій другий вікенд фільм зберіг першість за зборами. Це є найкращим результатом другого вікенду з усіх сиквелів у кінематографічному всесвіті Marvel.
За межами США та Канади фільм зібрав 168,1 мільйона доларів за перші вихідні. Найбільш прибутковими територіями стали Китай (28,1 млн доларів), Велика Британія (14,7 млн доларів), Південна Корея (13,6 млн доларів), Мексика (13 млн доларів) та Франція (8,2 млн доларів).

### Критики
Rotten Tomatoes повідомив про рейтинг схвалення 82 % на основі 315 відгуків із середнім рейтингом 7,3/10. Консенсус критиків сайту звучить так: «Вартові галактики» — це приємне останнє ура для найобшарпанішої родини КВМ».  На Metacritic фільм отримав середню оцінку 65 зі 100 на основі 61 критика, що вказує на «загалом схвальні відгуки». Глядачі, опитані CinemaScore, поставили фільму середню оцінку «A» за шкалою від A+ до F, фільмів, у той час як PostTrak повідомив, що кіномани поставили фільму 91 % позитивних оцінок, а 79 % сказали, що однозначно рекомендують його.

## Майбутнє продовження
У квітні 2017 року Ґанн сказав, що може вийти четвертий фільм «Вартових», хоча він, найімовірніше, буде зосереджений на новій групі персонажів, оскільки Ґанн планував завершити історію команди в третьому фільмі. Пізніше у вересні Ґанн відчув, що навряд чи повернеться для ще одного фільму «Вартових», але зазначив, що продовжить працювати з Marvel Studios над іншими проєктами, які використовують «Вартових» і космічних персонажів. Ґанн підтвердив у вересні 2019 року, що третій фільм про «Вартових» стане його останнім фільмом, що потім підтвердив у травні 2021 року.
У липні 2021 року Ґіллан висловила бажання продовжувати грати Небулу. У квітні 2023 року Салдана підтвердила, що «Вартових» стане її останнім фільмом, у якому вона зображує Гамору, але сподівається, що Marvel зможе змінити роль у «наступному поколінні акторів, здатних втілити цих персонажів», оскільки вона хоче, щоб персонаж залишився. Наступного місяця Пратт заявив про свою готовність продовжувати грати Пітера Квілла в майбутньому, якщо з’явиться правильний сценарій; у титрах третього фільму показали, що «Легендарний Зоряний Лицар повернеться».